# Farmer City
Farmer City és una població dels Estats Units a l'estat d'Illinois. Segons el cens del 2000 tenia 2.055 habitants.

## Demografia
Segons el cens del 2000, Farmer City tenia 2.055 habitants, 830 habitatges, i 557 famílies. La densitat de població era de 345 habitants/km².
Dels 830 habitatges en un 32,2% hi vivien nens de menys de 18 anys, en un 52,8% hi vivien parelles casades, en un 9,8% dones solteres, i en un 32,8% no eren unitats familiars. En el 28,1% dels habitatges hi vivien persones soles el 14,7% de les quals corresponia a persones de 65 anys o més que vivien soles. El nombre mitjà de persones vivint en cada habitatge era de 2,41 i el nombre mitjà de persones que vivien en cada família era de 2,94.
Per edats la població es repartia de la següent manera: un 24,7% tenia menys de 18 anys, un 7% entre 18 i 24, un 27,6% entre 25 i 44, un 21,6% de 45 a 60 i un 19,1% 65 anys o més.
L'edat mediana era de 39 anys. Per cada 100 dones de 18 o més anys hi havia 90 homes.
La renda mediana per habitatge era de 40.223 $ i la renda mediana per família de 45.515 $. Els homes tenien una renda mediana de 34.524 $ mentre que les dones 22.438 $. La renda per capita de la població era de 19.946 $. Aproximadament el 5,6% de les famílies i el 8,3% de la població estaven per davall del llindar de pobresa.

## Poblacions més properes
El següent diagrama mostra les poblacions més properes.